# Параклесион
Параклесион је мала црква — црквица. У њој се служи исто као и у великој цркви, али не увек, већ кад је за то потреба, на пример зими када је хладно у великом храму. Термин долази од грчких речи παϱα (para, „поред”) и ἐϰϰλησία (ekklesía, „црква”), које дословно значе „поред цркве”.
У православној цркви означава црквицу сазидану у већој богомољи или дозидана уз њу. Била је посвећена посебном светитељу и углавном, у њој су чуване његове мошти.
Овај архитектонски елемент био је уобичајен за византијску архитектуру у периоду 9—13. века, углавном у Атини и Константинопољу. Обично су то мале, погребне капеле намењене славним особама или истакнутим породицама. Налазе се поред главне грађевине и већином су правоугаоне основе, а неке су биле смештене и испод земље.
Назив на Западу за овакав тип помоћне архитектонске црквене грађевине је капела. Назив капела се током 18. века одомаћује и код нас и поприма посебне облике, грађевинске анексе (крипта, скривница) и функције (дворска капела, звонична капела, капела „на водици”).
Један од најпознатијих је параклесион у Црква Христа Спаситеља у Пољу, Истанбул, који је саграђен у 13. веку, са аркосолијумима на бочним странама и фрескама, међу којима се истиче фреска Христовог васкрсења на своду.

## Хиландарски параклиесиони
По броју параклесиона предњачио је манастир Хиландар где их је у доба Светог Саве било четрнаест. Осим унутар манастирских бедема, параклесиони су ницали и на хиландарским имањима, практично свуда где су живели његови монаси. Хиландарски параклесиони, осим што су као и други, били одмах или накнадно живописани, имали су и посебну намену — служили су као костурнице (црква Благовештења са нишама за лобање и отворима у подруму за полагање костију).